# Пиловибухозахист
Пиловибухозахист (рос. пылевзрывозащита, англ. dust-explosion protection, dust-explosion proofness; нім. Staubexplosi-onsschutz m) — комплекс заходів боротьби з відкладенням, накопиченням і займанням вибухового пилу, локалізації вибуху вугільного пилу у підземних гірничих виробках.
Включає заходи, спрямовані на боротьбу з відкладенням і накопиченням вибухового пилу: змочування і прибирання пилу, періодичне очищення від пилу гірничих виробок, обмивання і побілка капітальних виробок, застосування запобіжних ВР і спец. обладнання при висадженні.

## Заходи проти займання пилу
Заходи проти займання пилу: нейтралізація і скріплення осілого пилу, а також дотримання заходів безпеки проти займання метану та ін. вибухових газів, дотримання заходів безпеки під час проведення вибухових робіт і заходів попередження займання пилу під час використання електроенергії (електроустаткування у вибухо- та іскробезпечному варіанті).

## Заходи з попередження поширення вибухів пилу
Заходи з попередження поширення вибухів пилу: заслони з інертного пилу (сланцеві заслони), водяні заслони, розпилення води вибухом, водяні завіси, а також осланцювання виробки, скріплення пилу пастами і гігроскопічними солями, гасіння спалахів газу автоматичними системами, соляне знепилювання.